# Départementrat
Der Departementsrat (französisch conseil départemental) ist das oberste gewählte Kollegialorgan eines französischen Departements. Bis 2015 hieß das Gremium Generalrat (Conseil général; deutsch etwa „allgemeiner Rat“).

## Geschichte
Durch die Dezentralisierungsgesetze von 1982 wurde die Stellung des Generalrates gegenüber dem von der Regierung ernannten Präfekten gestärkt. Insbesondere wurde die Exekutive des Départements seither vom Präsidenten des Generalrats (französisch président du conseil général) geleitet, der vom Generalrat gewählt wird. Die Mitglieder des Generalrates, die Generalräte (französisch conseillers généraux), wurden in direkter Wahl auf sechs Jahre gewählt. Dabei wurde alle drei Jahre die Hälfte der Mitglieder neu gewählt. Als Wahlbezirke dienten dabei die Kantone, daher wurden diese Wahlen Kantonalwahlen (französisch élections cantonales) genannt.
Im Zuge der Reform der Gebietskörperschaften wurden durch die Gesetze 402–2013 und 403–2013 vom 17. Mai 2013 mit Wirkung ab den Wahlen am 22. und 29. März 2015 die bisherigen Generalräte durch die Departementräte ersetzt und das Wahlsystem verändert. Die Reform trug dabei den demographischen Entwicklungen Rechnung, indem sie die teilweise großen Disparitäten zwischen den Kantonen beseitigte, die zu einer ungleichen Repräsentation des Wahlvolkes geführt hatten.

## Wahlverfahren seit 2015
Die Wahlen zum Départementrat finden alle sechs Jahre statt. Bei der Wahl dieses Gremiums kommt das Verfahren der Mehrheitswahl in Gestalt des sogenannten romanischen Mehrheitswahlrechts mit – gegebenenfalls – zwei Wahlgängen zur Anwendung. Dabei steht in jedem Kanton pro Wahlvorschlag ein Kandidatenpaar (binôme) zur Wahl, bei dem zwei Personen unterschiedlichen Geschlechts (und zu beiden je ein Stellvertreter des gleichen Geschlechts) gemeinsam kandidieren.
Im ersten Wahlgang ist das Paar gewählt, das die absolute Mehrheit der abgegebenen Stimmen erhalten hat, wenn dies mindestens einem Viertel der eingetragenen Wähler entspricht. Erlangt kein Kandidatenpaar die absolute Mehrheit kommt es zu einem zweiten Wahlgang, bei dem die relative Mehrheit ausreichend ist. Zum zweiten Wahlgang werden nur Kandidatenpaare zugelassen, die im ersten Wahlgang mindestens 12,5 Prozent der Stimmen der Wahlberechtigten (eingetragene Wähler) auf sich vereinigt haben; bei einer Wahlbeteiligung von 50 Prozent entspräche dies faktisch einem Quorum von 25 Prozent, da die Nichtwähler hier berücksichtigt werden. Wird dieses Quorum von niemandem erreicht, treten die beiden Kandidatenpaare, die im ersten Wahlgang die meisten Stimmen auf sich vereinigen konnten, in der Stichwahl an.
Die Wahlrechtsänderung war insbesondere wegen der Einführung der binômes und der damit verbundenen Vergrößerung und des Neuzuschnitts der Kantone umstritten. In der Nationalversammlung stimmten dem Gesetzesvorhaben nur die sozialistische Fraktion und einige Vertreter der PRG zu, die Grünen enthielten sich mehrheitlich, alle anderen Parteien (mehrheitlich auch die PRG) stimmten dagegen. Der Senat wies den Vorschlag der binômes zwei Mal zurück. Die Sozialisten begründeten die Vorgabe des „bînome“ mit dem Ziel, eine gleiche Vertretung von Frauen und Männern in den Departementräten anzustreben. Der Frauenanteil lag vor der Reform bei 14 Prozent. Von den gaullistischen und zentristischen Parteien wurde kritisiert, die Regierung versuche zwanghaft die Gleichstellung durchzusetzen und nehme dafür die Zerstörung der bestehenden Strukturen vor Ort in Kauf. Die linken Gegner des Gesetzentwurfs kritisierten vor allem, dass das Mehrheitswahlrecht beibehalten wurde.